# 大築地秀道
大築地 秀道（おおつきじ ひでみち）は、戦国時代から安土桃山時代にかけての武将。小野寺氏の家臣。沼館城代。

## 略歴
小野寺稙道の庶長子として誕生。
天正5年（1577年）、当主・景道は横手城へ居城を移し今まで本拠としていた沼館城には秀道を城代として配置する。天正14年（1586年）には当主・小野寺義道が旧領奪回を目指し最上氏と交戦した「有屋峠の合戦」において横手城留守居役を務める。翌天正15年（1587年）、義道と不和になり沼館城攻略のために三千余の軍を率いてきた角館城主戸沢盛安との「阿気野合戦」の際は、家臣・小清水蔵人に700の兵を与え先発させ、自らは1000の兵を率いるも、戸沢勢に蔵人を討たれ敗走した。
慶長5年（1600年）11月、関ヶ原の戦いで西軍に鞍替えした小野寺氏と東軍の最上氏が戦った「大森合戦」で沼館城代となった大築地又二郎は秀道の子と思われる。 